# Lycaena melimona
Lycaena melimona är en fjärilsart som beskrevs av Wright 1906. Lycaena melimona ingår i släktet Lycaena och familjen juvelvingar. Inga underarter finns listade i Catalogue of Life.